# 施露蒂·哈桑
施露蒂·哈桑（1986年1月28日—）是印度女演員、模特兒、歌手及音樂家。哈桑的主要作品多是南印度電影（Tollywood）及寶萊塢電影。她的父親卡茂爾·哈桑是南印度電影界的巨星，而母親亦是一名女演員。
2000年，她在其父親的電影Hey Ram中演出並演唱。成大後的哈桑在2009年的寶萊塢電影Luck中演出。她在2012年所拍攝的電影Gabbar Singh是她首套獲得商業成功的作品。在拍攝多套成功電影如Yevadu後，哈桑成為南印度電影界中最成功的女星之一。她亦被雜誌選為南印度最吸引人的女性。

## 外部連結
- 施露蒂·哈桑在互联网电影资料库（IMDb）上的資料（英文）
- 官方Facebook （页面存档备份，存于）
- 官方Twitter （页面存档备份，存于）